# Georges Darboy
Georges Darboy (16 de enero de 1813 – 24 de mayo de 1871) fue un sacerdote católico francés, más tarde obispo de Nancy y luego arzobispo de París. Fue parte de un grupo de prominentes rehenes ejecutados cuando la Comuna de París de 1871 estaba a punto de ser derrocada.

## Biografía
Darboy fue un firme defensor de la independencia episcopal en el sentido galicano, y se involucró en una controversia con Roma por sus esfuerzos por suprimir la jurisdicción de los jesuitas y otras órdenes religiosas dentro de su diócesis. El Papa Pío IX le negó el cardenalicio y lo reprendió por su liberalismo en una carta que probablemente no estaba destinada a ser publicada. En el Concilio Vaticano I mantuvo vigorosamente los derechos de los obispos y se opuso firmemente al dogma de la infalibilidad papal, contra el cual votó por considerarlo inoportuno. Sin embargo, cuando finalmente se adoptó el dogma, fue uno de los primeros en dar el ejemplo de sumisión. 
Inmediatamente después de su regreso a París estalló la guerra con Prusia, y su conducta durante el desastroso año que siguió estuvo marcada por un heroísmo devoto que le aseguró una fama duradera. Participó activamente en la organización de socorro para los heridos al comienzo de la guerra, permaneció en su puesto durante el asedio y se negó a buscar seguridad huyendo durante el breve triunfo de la Comuna de París. El 4 de abril de 1871 fue arrestado por los comuneros como rehén y confinado en la prisión de Mazas. Los comuneros ofrecieron intercambiarlo a él y a varios sacerdotes por Louis Auguste Blanqui, que estaba detenido por el gobierno de Versalles.  Fue trasladado a la prisión de La Roquette ante el avance del ejército de Versalles y el 24 de mayo le dispararon dentro de la prisión junto con varios otros rehenes destacados. La ejecución fue ordenada por Théophile Ferré, quien posteriormente fue fusilado por el gobierno francés tras la caída de la Comuna.
Darboy murió en actitud de bendición y pronunciando palabras de perdón. Su cuerpo fue recuperado con dificultad y, una vez embalsamado, fue enterrado con imponente ceremonia a expensas públicas el 7 de junio. Fue el tercer arzobispo de París que murió violentamente entre 1848 y 1871 después de Denis Auguste Affre (asesinado en 1848) y Marie-Dominique-Auguste Sibour (asesinado en 1857). 

## Obras
- Œuvres de Saint Denys l'Aréopagite (1845).
- Les Femmes de la Bible (1846–1849).
- Les Saintes Femmes (1850).
- Lettres à Combalot (1851).
- Jérusalem et la Terre Sainte (1852).
- L'Imitation de Jésus-Christ (1852).
- Statistique Religieuse du Diocèse de Paris (1856).
- Saint Thomas Becket (1858).
- Du Gouvernement de Soi-même (1867).